# 营盘圩乡
营盘圩乡，是中华人民共和国江西省吉安市遂川县下辖的一个乡镇级行政单位。

## 行政区划
营盘圩乡下辖以下地区：
秀峰社区、营盘村、桥头村、梅竹村、小夏村、大夏村、桐古村和禾坑村。